# Estereoscopía

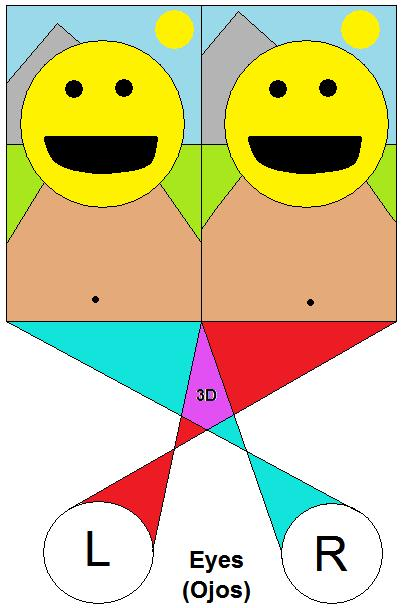
En esta imagen se muestra cómo al cruzar los ojos se puede lograr el efecto 3D debido a que con este método cada ojo percibe solo una imagen(La imagen correspondiente a cada ojo es la contraria al ojo con el que se mira, es decir, el ojo izquierdo ve la imagen de la derecha y el ojo derecho ve la imagen de la izquierda.

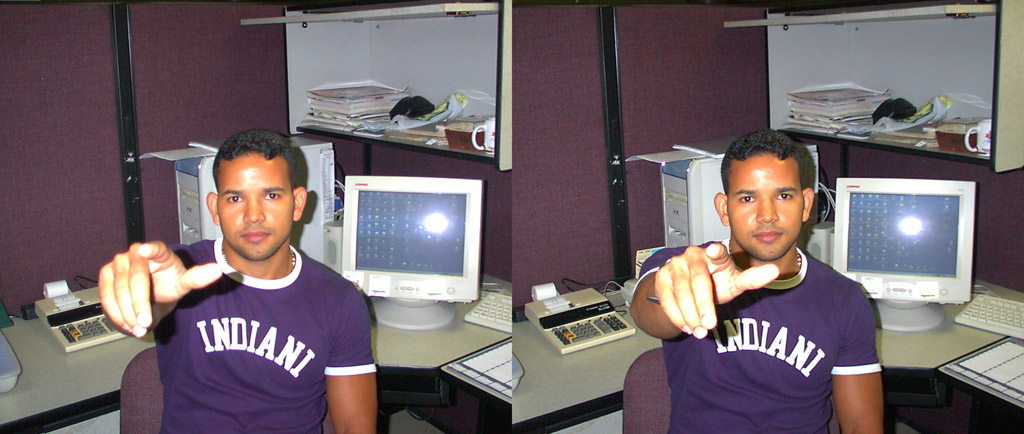
Estereograma hecho con una cámara digital. Primero se tomó una foto e inmediatamente después, la segunda foto con un desplazamiento de la cámara hacia la derecha. Para ver la imagen en 3D hay que cruzar los ojos hasta que aparezca una tercera imagen en medio de las dos; luego, seguir enfocando, hasta que las dos imágenes se unifiquen; intentar abrir los ojos y relajarlos hasta ver una imagen nítida.
(Para ver la imagen más grande, hágase clic sobre ella).

Las dos fotos combinadas en una animación GIF en donde se percibe a simple vista el efecto tridimensional producido al cruzar los ojos en la imagen estereoscópica de arriba.

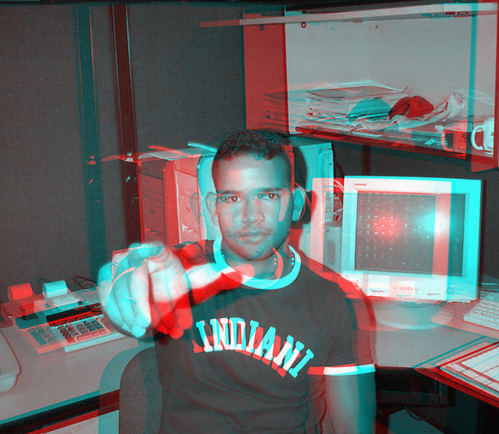
Un anaglifo. Se guarda una capa de color para cada imagen, luego se las superpone.

La estereoscopía es cualquier técnica capaz de recoger información visual tridimensional y/o crear la ilusión de profundidad mediante una imagen estereográfica, un estereograma o una imagen 3D (tridimensional). La ilusión de la profundidad en una fotografía, película, u otra imagen bidimensional se crea presentando una imagen ligeramente diferente para cada ojo, como ocurre en nuestra forma habitual de ver. Muchas pantallas 3D usan este método para transmitir imágenes. Fue inventado por Sir Charles Wheatstone en 1840.
La estereoscopía se usa en fotogrametría y también para entretenimiento con la producción de estereogramas. La estereoscopía es útil para ver imágenes renderizadas de un conjunto de datos multidimensionales como los producidos por datos experimentales. La fotografía tridimensional de la industria moderna puede usar escáneres 3D para detectar y guardar la información tridimensional. La información tridimensional de profundidad puede ser reconstruida partir de dos imágenes usando una computadora para hacer relacionar los píxeles correspondientes en las imágenes izquierda y derecha. Solucionar el problema de correspondencia en el campo de la visión por computadora apunta crear información significativa de profundidad a partir de dos imágenes.
Actualmente podemos disfrutar de la estereoscopía en cine con el nuevo formato Digital 3D.
La fotografía estereoscópica tradicional consiste en el crear una ilusión 3-D a partir de un par de imágenes 2D. La forma más sencilla de crear en el cerebro la percepción de profundidad es proporcionando a los ojos del espectador dos imágenes diferentes, que representan dos perspectivas del mismo objeto, con una pequeña desviación similar a las perspectivas que de forma natural reciben los ojos en la visión binocular.

## Principios biológicos
Los dos ojos, al estar situados en posiciones diferentes, recogen cada uno en sus retinas una imagen ligeramente distinta de la realidad que tienen delante. Esas pequeñas diferencias se procesan en el cerebro para calcular la distancia a la que se encuentran los objetos mediante la técnica del paralaje. El cálculo de las distancias sitúa los objetos que estamos viendo en el espacio tridimensional, obteniendo una sensación de profundidad o volumen. Por lo que si tomamos o creamos dos imágenes con un ángulo ligeramente distinto y se las mostramos a cada ojo por separado, el cerebro podrá reconstruir la distancia y por lo tanto la sensación de tridimensionalidad. 
Una aplicación novedosa es la tv3d, sobre la cual hace falta más investigación y las universidades y centros de desarrollo deberán fomentar el análisis a través de proyectos de titulación y relacionados (JJ. Smith K. Windelbon GER)
Percepción en relieve de las imágenes:
|  |  |

Las variaciones verticales son indiferentes en lo que respecta a creación de sensación de volumen (a no ser que esta diferencia sea demasiado grande, en cuyo caso crearían visión doble o desorientación). Solo las variaciones horizontales, producidas por la diferente ubicación de los ojos, originan sensación de profundidad.
Debe añadirse que, si bien es la esteroscopía la principal fuente de información del cerebro para la composición tridimensional de los objetos que estamos viendo, no es la única. Existen otras fuentes de información como son el enfoque o la interpretación inteligente de las imágenes, que también son utilizadas por el cerebro.

## Mecanismos intuitivos de la visión
Pueden diferenciarse diversos tipos de mecanismos que actúan a nivel de la visión para proporcionar información tridimensional

### Geométrico

#### Distribución de luces y sombras

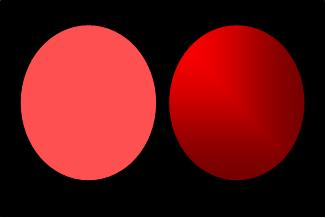
La distribución de luces y sombras puede crear la ilusión de volumen.

La iluminación es un factor intuitivo del volumen muy importante ya que la sombra y el contraste nos aportan gran sensación de relieve y volumen. Un círculo pintado se puede convertir en una esfera tan solo con oscurecer y sombrearlo simulando iluminación. 
Esta es una de las técnicas potenciales que utilizan los programas informáticos de creación 3D. Porque en un simple monitor 2D podríamos apreciar una imagen con sensación de profundidad.

#### Superposición de imágenes
Cuando un objeto se encuentra en superposición a otro, es decir, un objeto se encuentra en la realidad ante otro, el objeto más cercano (delante) cubre el más lejano (detrás). Por esta razón cuando encontramos que una imagen queda superpuesta sobre otra, nuestro cerebro interpreta automáticamente que el que se ve completo está más cerca que el que ”asoma” por detrás, y por tanto, se encuentra a mayor distancia el que esta parcialmente oculto.
Estas dos imágenes son exactamente iguales con la diferencia que en una (la primera, a la izquierda) el elemento nube se ve íntegro y la luna queda parcialmente oculta. Así la sensación que nos transmite nuestro cerebro es que la nube se encuentra ante la luna. En la otra (derecha) sucede justo lo contrario, la luna es la que está al completo y parece que ésta sea la que se encuentra delante de la nube.

#### Perspectiva

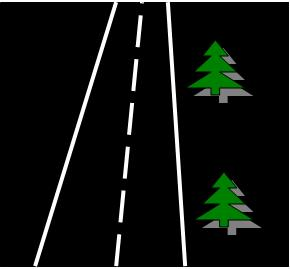
Efecto de perspectiva.

El efecto de perspectiva produce una clara sensación de profundidad. Las líneas paralelas horizontales parecen converger en el horizonte.
Los árboles son exactamente iguales en tamaño, pero uno está más próximo al punto de fuga y por tanto parece más lejano. Para compensar esta contradicción de que se encuentra a mayor distancia pero se ve de igual tamaño, llegamos a pensar que el más lejano es de igual tamaño en la imagen porque es mayor que el más próximo.

#### Diplopía fisiológica
Para que el cerebro pueda interpretar una imagen en tercera dimensión, requiere de datos sobre la distancia de los objetos. Dicha información se obtiene gracias a que tenemos dos ojos, así cada uno de ellos percibe los elementos de la escena desde un ángulo distinto, dando como resultado una triangulación de la cual el cerebro obtiene la distancia al objeto. A este hecho se le denomina como diplopía fisiológica.
Percepción visual
| A: | B: |

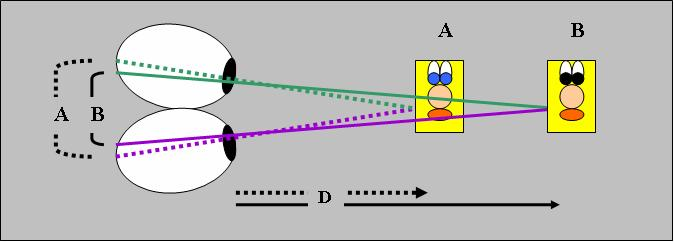
Diplopía fisiológica.

En el ejemplo vemos como nuestro sistema visual crea la sensación de que el objeto A es mayor que B; pues la imagen sensorial creada del objeto A es mayor que la del objeto B. Dichas imágenes son interpretadas por el cerebro y así, este, es capaz de hacer una reconstrucción espacial de la situación de los objetos. La reconstrucción espacial la hace comparando las sensaciones visuales (imágenes adquiridas mediante el sistema visual) e interpretando en función de éstas, las distancias a la que se encuentran los objetos. Así pues, el cerebro interpreta que el objeto A está más cercano que el B ya que es percibido con un mayor tamaño, y viceversa.

### Paralaje por movimiento

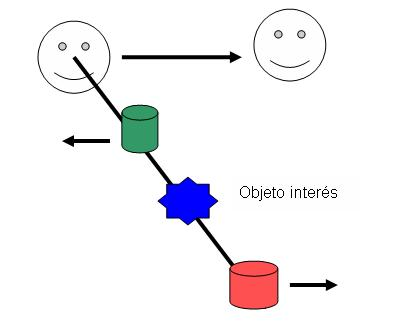
Paralaje por movimiento.

El desplazamiento del observador produce la impresión de que se mueven los objetos de la escena en un sentido u otro dependiendo de su posición. Cuando miramos un objeto en concreto y posteriormente nos desplazamos, vemos como los objetos más alejados a nuestro objeto de interés se mueven en el mismo sentido que nuestro desplazamiento. Sin embargo los objetos situados antes del objeto de interés, nos da la sensación de que se desplazan en sentido opuesto. 
La flecha de la izquierda representa el movimiento del observador, y las otras dos indican el desplazamiento aparente de los objetos. El bote rojo más lejano que nuestro objeto de interés (estrella azul) parece desplazarse en el mismo sentido que lo hace el observador sin embargo el bote verde parece que se mueva hacia el sentido contrario. A esta sensación se le denomina efecto paralaje por movimiento.

## Técnicas de estereoscopía

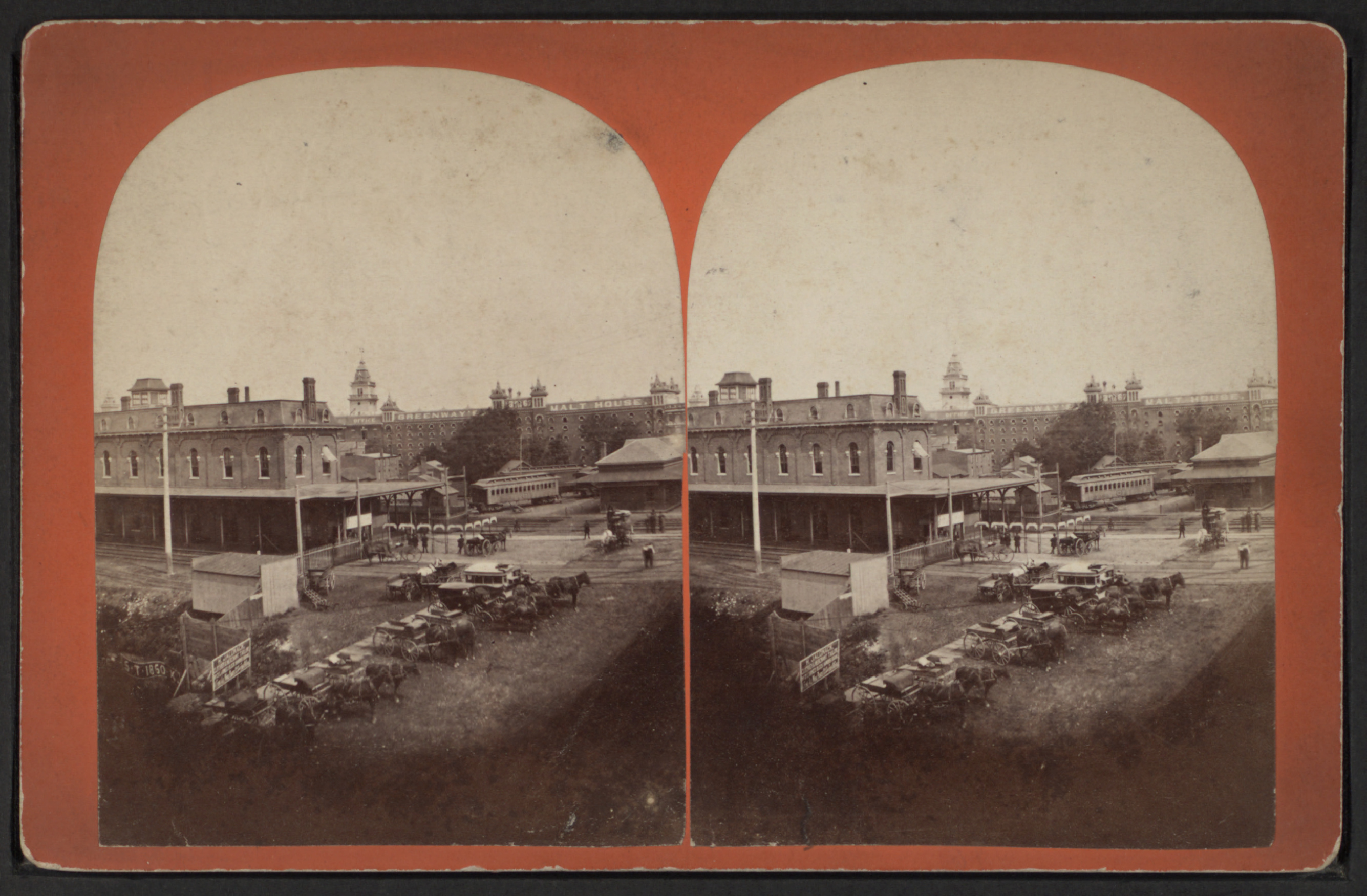
foto de depósito en Nueva York usando la estereoscopía (1875)

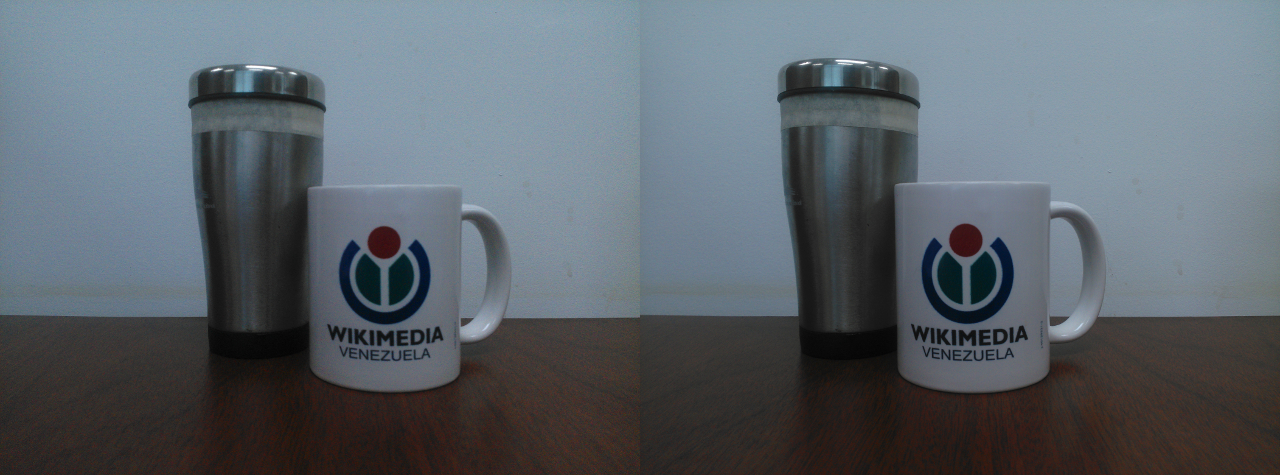
Ejemplo de Imagen estereoscópica

Como hemos podido ver la percepción tridimensional es básicamente creada por el cerebro gracias a que cada ojo recoge una información diferente de una misma realidad. Y es precisamente esta diferencia la que el cerebro es capaz de interpretar y analizar para generar una sensación de volumen de unos objetos o una escena que está siendo captada por sistema visual humano.
Existen muchas técnicas distintas para lograr hacer llegar cada imagen al ojo que le corresponde. En la creación de estas sensaciones espaciales intervienen aspectos tanto de la visión monocular como de la visión binocular. Estas características son potenciadas artificialmente para conseguir "recrear" la denominada tercera dimensión.

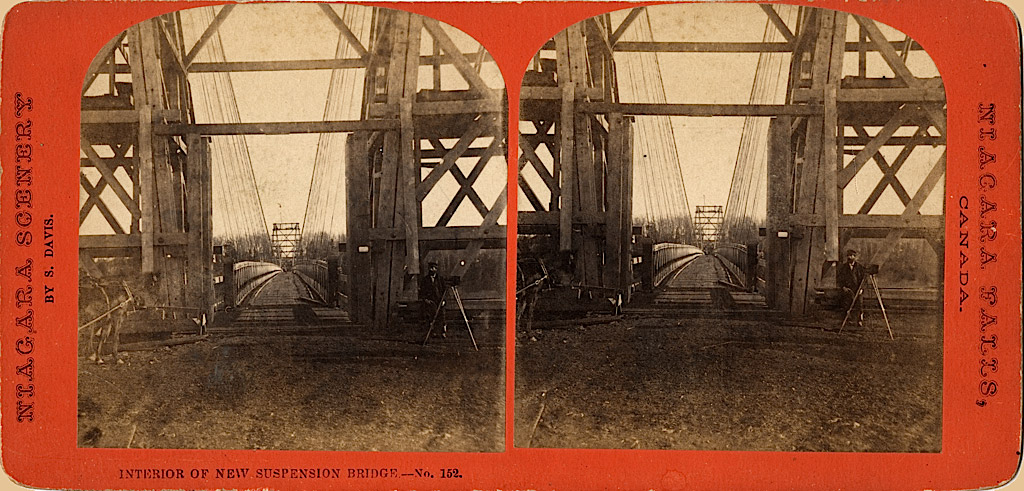
Saul Davis (act. 1860s–1870s), New Suspension Bridge, Niagara Falls, Canadá, c. 1869, albumen print stereograph, Department of Image Collections, National Gallery of Art Library, Washington D. C.

Las técnicas básicas que no requieren ningún aparato son: la de ojos cruzados (cross eyed) y la de ojos paralelos (parallel eyed), en estas simplemente se ponen en la pantalla o papel las dos imágenes, correspondientes a cada ojo una al lado de la otra; para la técnica de los ojos cruzados la imagen izquierda corresponde al ojo derecho y viceversa, en la técnica de los ojos paralelos la imagen de la izquierda corresponde a ese mismo ojo y viceversa. Para lograr que cada ojo vea la imagen que le corresponde se requiere de algo de entrenamiento, que puede durar varios minutos, al principio se ve borroso porque el ojo usa un enfoque lejano, esto se puede mejorar alejándose de la imagen -pueden intentar con la imagen al inicio de esta página al lograrlo la mano que apunta pareciera salirse de la pantalla-. Ya con la vista entrenada se logra ver el efecto de forma instantantea y sin ninguna borrosidad, lo que en principio es banstante impresionante, claro que depende de lo que se esté viendo. Entre las ventajas de esta técnica están en que la imagen estereoscópica se ve en color verdadero y que se pueden ver imágenes o videos de cualquier tamaño. 
Sin embargo, para el que no lo logre hay otras formas muy económicas para ver el efecto, se puede usando dos prismas como los que traen los binóculos por dentro, colocando los extremos de 90 grados en frente uno del otro y mirando con cada ojo a través de cada prisma, con los lados más largos perpendiculares a donde estén desplegadas las dos imágenes para cada ojo. Luego tratar de cambiar el ángulo de los primas de forma tal que las imagen de un lado quede sobrepuesta a la del otro, inicialmente se ven dos imágenes en cada ojo pero cuando se sobreponen a pesar de que el ajuste no sea exacto en sistema de corrección del ojo hace su trabajo y mantiene la sobreposición a pesar de que el ajuste tenga algo de error, como resultado se ven solo tres imágenes donde la del centro da la ilusión de salirse de la pantalla y de ser algo real. Lo mismo se puede hacer con dos espejos pequeños así: colocándose mirando alrededor de 45 grados de la pantalla y mirando a través de los espejos buscar la superposición para lograr el efecto. También se puede ver el efecto usando un solo espejo grande poniéndolo en la intersección de las imágenes correspondientes a cada ojo, y mirando directamente a una de las imágenes y a la otra a través del espejo, sin embargo se requiere que la una imagen este invertida para que al verla por el espejo se vea correctamente(en YouTube se pueden encontrar varios videos 3d que usan estas técnicas). Existe además un aparato basado en esta misma técnica pero algo más refinado llamado estereoscopio que consta de dos espejos para cada ojo, para que las imágenes no se vean invertidas, y que tiene un pivote de ajuste dependiendo de la distancia y el tamaño de las imágenes, construir un dispositivo de estos es bastante fácil. 
Existen además otras tres técnicas principales que permiten simular el efecto estereoscópico (3D): método anaglifo, sistema Cromatek y efecto Pulfritch:
La estereoscopia por sombras, un fenómeno descubierto por Antonio Medina, demuestra que las sombras por sí solas son capaces de proporcionar visión de profundidad estereoscópica con ausencia de paralaje. Demostró el fenómeno con fotografías de la Luna tomadas en tiempos distintos y por tanto con distintas sombras, suficiente para visión de relieve en tres dimensiones sin ninguna otra pista de paralaje, dado que la Luna siempre muestra la misma cara.

### Anaglifos

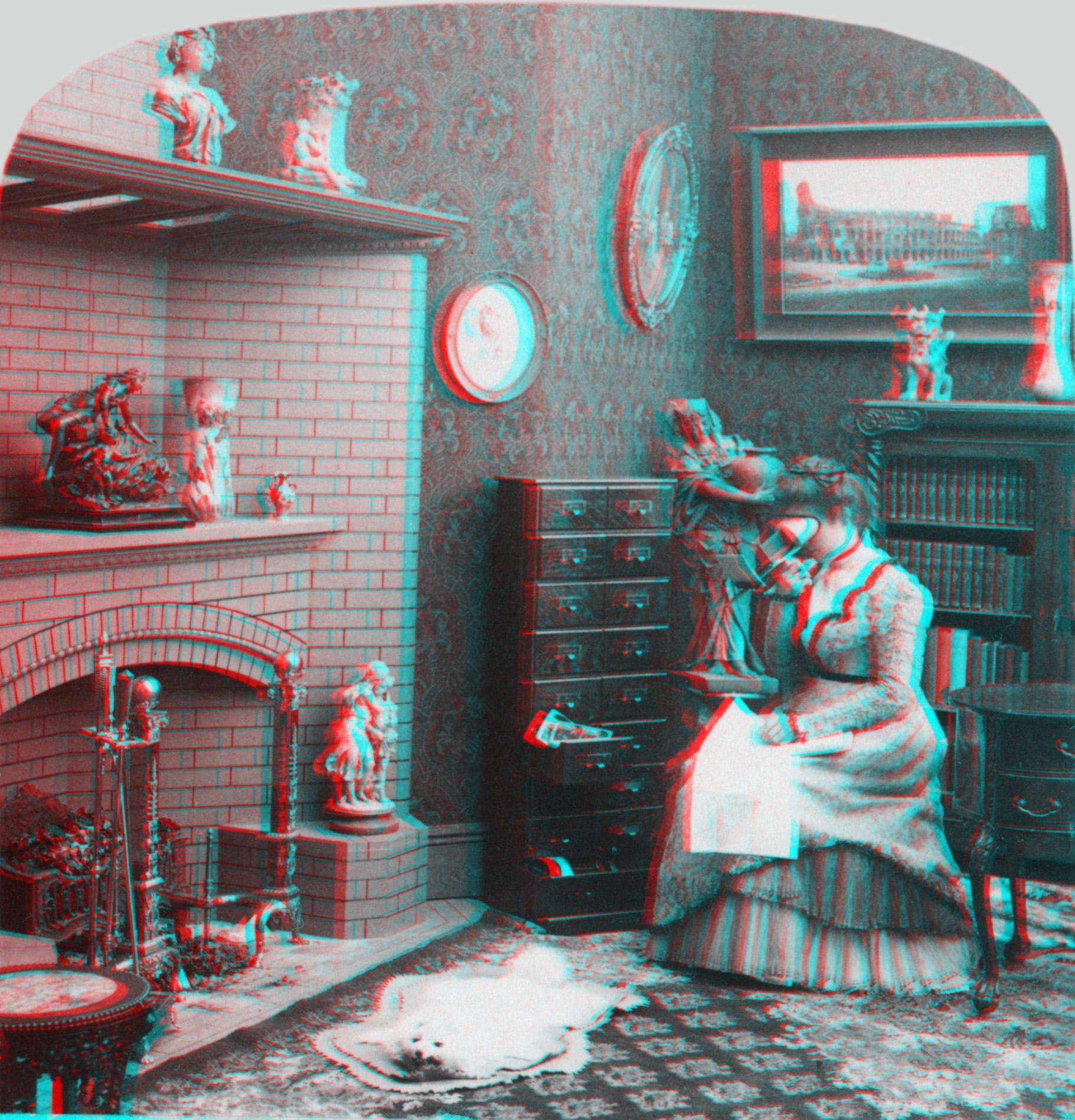
Anaglifo.

Los anaglifos son estereofotografías tomadas o tratadas con filtros de distintos colores sobrepuestas en una sola imagen. Se observan por medio de gafas llamada gafas anaglifo y que tiene un filtro de diferente color para cada ojo. La misión de estos filtros es hacer llegar a cada ojo únicamente la imagen que le corresponde. Así se consigue “filtrar” las imágenes y conseguir el efecto deseado y necesario para que el cerebro pueda interpretar tridimensionalidad ya que tendremos una imagen diferente en cada ojo. (Recordemos que el principio fundamental de la estereoscopía es que la sensación de volumen parte de que cada ojo vea una imagen diferente para así lograr crear dimensionalidad de profundidad). 
También pueden ser imágenes a todo color proyectadas con el uso de polarizadores sobre una pantalla metálica. La visualización se realiza por medio de gafas dotadas de polarizadores que eliminan la imagen correspondiente al ojo contrario (mediante el mismo principio que los filtros coloreados).
Este es el procedimiento que solía emplearse en proyecciones de cine o video tridimensional.
Las formas de crear este tipo de imágenes son muy diversas, se pueden emplear los filtros directamente en la adquisición de las tomas (e incluso exponer dos veces el mismo negativo con distintos filtros), colorear en el laboratorio las copias de negativos en blanco y negro o color, colorear las imágenes con ayuda de un ordenador, o proyectar diapositivas desde dos proyectores equipados con filtros.
En cualquier caso, tal y como hemos comentado anteriormente, conviene que las imágenes no sean exactamente iguales, sino que han de parecer que tienen angulación diferente, han de tener un cierto desplazamiento horizontal. Este desplazamiento será inferior para imágenes de pequeño tamaño (del orden de centímetros) y un poco mayor para imágenes de mayores dimensiones (del orden de centímetros) como el cine. Aproximadamente un desplazamiento en torno al 5 o 10% de la anchura de la imagen.

### Sistema Cromatek
Los anteojos con sistema cromatek son aquellos que permiten ver a los distintos colores con distinta profundidad. Utilizan lo que se conoce como rejilla de difracción que funciona de manera semejante a un prisma de cristal: la luz que la atraviesa se descompone en colores que cambia de angulación según su tonalidad ya que ésta está asociada a su frecuencia y por tanto a su longitud de onda. Este cambio de ángulo que cada color sufre al ser difractado incide en el ojo y hace que los objetos parezcan tener una profundidad distinta según su color. El inconveniente es que para que la desviación del ángulo al difractarse sea notoria respecto la luz directa que llega al otro ojo, las imágenes tienen que tener colores intensos; por lo que el rango cromático que podremos utilizar queda limitado.

### Efecto Pulfritch
El sistema pulfritch está basado en un dato fisiológico: el cerebro tarda un poco más en procesar las imágenes oscuras que las claras. Si se pone un filtro oscuro (como lo es una gafa de sol) en un solo ojo y se observa un objeto en movimiento, el cerebro tardará más tiempo en procesar las imágenes procedentes de este ojo. Por lo que si la escena que observamos está en continuo movimiento lateral, la imagen del ojo con filtro parecerá estar en una posición, o ángulo distinto, con respecto al observado directamente sin filtro, que tendrá la imagen procesada instantes antes.
La gran ventaja de esta técnica es que las imágenes (reales o como videos) pueden verse de manera normal si no se utilizan los filtros; pero tiene un inconveniente, y es que requiere que todo el tiempo exista movimiento lateral y en el mismo sentido. Si no, no se percibirá el retraso interpretativo por parte del cerebro, del ojo filtrado respecto al ojo directo.